# Bencion (Empúries)
Bencion (katalanisch: Benció; † 916) war seit 915 bis zu seinem Tod Graf von Empúries und von Roussillon. Er war Sohn von Sunyer II.
Verheiratet war er mit Godlana, Tochter Mirós des Älteren von Roussillon. Nach dem Tod seines Vaters regierte er die Grafschaften gemeinsam mit seinem Bruder Gausbert. Bencion starb ohne Erben, so dass sein Bruder die Grafschaften in einer Hand verwalten konnte. Dessen Erbe wurde Gausfred I., dessen Sohn.
| Personendaten    | Personendaten                        |
| ---------------- | ------------------------------------ |
| NAME             | Bencion                              |
| ALTERNATIVNAMEN  | Benció (katalanisch)                 |
| KURZBESCHREIBUNG | Graf von Empúries und von Roussillon |
| GEBURTSDATUM     | 9. Jahrhundert                       |
| STERBEDATUM      | 916                                  |